# 鲍达民
多米尼克·巴腾（1962年9月4日—），中文名鲍达民，加拿大政治及商业人物，曾担任麦肯锡公司全球合伙人、总裁、加拿大财政部长经济增长咨询委员会主席、第16任加拿大驻中国大使等职。

## 生平
鲍达民1962年出生于乌干达坎帕拉。他的父亲是一名英国圣公会传教士，母亲是一名护士。鲍达民7岁时，全家从乌干达搬到加拿大不列颠哥伦比亚省的萨迪斯。鲍达民曾先后就读于不列颠哥伦比亚大学和牛津大学，并分别获得了经济学学士和硕士学位。
毕业后，鲍达民曾在英国伦敦的NM Rothschild＆Sons担任货币分析师。1986年，他进入麦肯锡公司多伦多办事处，并在此处担任管理顾问长达11年。1997年，鲍达民来到了麦肯锡汉城（现称首尔）办事处，并借此机会结交了不少韩国政界名流。2004年至2009年期间，鲍达民在上海担任麦肯锡亚洲区负责人。因在亚洲期间的表现，鲍达民于2009年7月被选为麦肯锡公司总裁，至2018年卸任。其后鲍达民担任加拿大财政部长经济增长咨询委员会主席，成为贾斯汀·特鲁多政府的经济智囊，并曾帮助特鲁多政府制定经济政策和战略。
于2018年7月1日起担任加拿大滑铁卢大学校监。于2021年7月1日连任，现任期预计于2024年6月30日终止。
2019年9月4日，鲍达民被加拿大总理特鲁多任命接替麦家廉为新一任加拿大驻华大使，结束了这一职务空缺近八个月、僅由大使館副館長倪傑民（Jim Nickel）代理館務的局面。特鲁多称，鲍达民“职涯显赫，有着多年的亚洲经验和丰富的全球经济专业知识，让他成为这个职务的最佳人选”。同时，由于鲍达民有着在中国工作的经验，舆论普遍认为他将肩负修复因孟晚舟事件而降温的中加关系的责任。2019年11月22日，鲍达民与其他18国新任驻华大使一道，向中国国家主席习近平递交国书，正式履新。2021年12月6日，鲍达民宣布辞去大使职务，当月31日生效。
加拿大礦業公司力拓股份於2021年12月20日宣佈，鮑達民將於2022年4月4日加入董事會，並於同年5月5日接替西文湯普森出任新一屆董事長。

## 荣誉
- 上海市人民政府“白玉兰纪念奖”（2010年）[14]